# Bombardamento di Alessandria
Il bombardamento di Alessandria fu un bombardamento operato dalla Mediterranean Fleet britannica tra l'11 ed il 13 luglio 1882. L'ammiraglio Frederick Beauchamp Seymour era al comando di una flotta composta da 15 navi corazzate della Royal Navy, dirette ad Alessandria d'Egitto. Questo spostamento ebbe l'effetto contrario di rafforzare la posizione dei nazionalisti di Orabi (supportati dall'esercito e dal popolo egiziano), e di infiammare il risentimento popolare. Questa rabbia esplose l'11 giugno in tumulti anti-europei, in cui persero la vita oltre 100 egiziani e 50 europei. I britannici speravano che un bombardamento navale ad Alessandria avrebbe rovesciato Orabi. Questo attacco avvenne l'11 luglio 1882, e rese Orabi ancora di più un eroe nazionalista, donandogli il controllo completo degli eventi. Il bombardamento durò 10 ore e mezza. Gli storici non sono concordi discutendo se l'ammiraglio Seymour abbia volontariamente esagerato la minaccia rappresentata dalle batterie egiziane ad Alessandria, al fine di forzare la mano al riluttante governo. Una volta che i britannici ebbero attaccato la città, procedettero con una violenta invasione di terra come passo successivo.

## Origini
Nel 1869 Il Chedivè Ismāʿīl Pascià inaugurò il canale di Suez, una joint venture tra il governo egiziano e la compagnia francese che gestiva il canale. L'apertura del canale abbassò di settimane i tempi di navigazione tra l'Inghilterra e l'India, e quindi aumentò l'interesse britannico per l'Egitto. A causa dell'eccessiva spesa sostenuta dal governo egiziano a causa dell'ambizioso chedivè, l'Inghilterra acquistò le quote del chedivè della Compagnia francese del canale di Suez nel 1875, divenendone quindi il controllore. La preoccupazione di francesi e britannici portò alla creazione del condominio anglo-francese sull'Egitto. Il nazionalismo egiziano scoppiò dopo una rivolta delle truppe egiziane nel 1881, e nel febbraio del 1882 ʿOrābī Pasha prese il completo controllo del governo. La ribellione espresse il risentimento per l'indebita influenza di stranieri e cristiani copti.
ʿOrābī organizzò una milizia e marciò su Alessandria. Nel frattempo le potenze europee si riunirono a Costantinopoli per discutere la risalita al potere del chedivè, e ad una flotta anglo-francese fu ordinato di recarsi presso il porto di Alessandria. Gli egiziani iniziarono a rinforzare le loro fortificazioni, e la British House of Commons ordinò alle navi di trasferirsi a Malta, sotto il comando dell'ammiraglio Seymour.
Il 20 maggio la flotta anglo-francese, composta dalla britannica HMS Invincible, dalla nave corazzata francese La Galissonnière e da quattro cannoniere giunse ad Alessandria. Il 5 giugno altre sei navi entrarono in porto, ed altre navigavano al largo della costa. Il motivo per cui il governo britannico inviò navi da Guerra ad Alessandria è oggetto di dibattito storico. Alcuni sostengono che si cercasse di proteggere il canale di Suez ed evitare l'anarchia, mentre secondo altri si volevano proteggere gli interessi degli investitori britannici in Egitto.
La presenza della flotta straniera esacerbò le tensioni a Alessandria tra i nazionalisti ed i numerosi stranieri o cristiani. L'11 e 12 giugno esplosero violente rivolte anti-cristiane, probabilmente dovute al tentativo del chedivè di screditare ʿOrābī, o al tentativo degli uomini di ʿOrābī di attaccare gli stranieri. Oltre 50 europei e 125 egiziani furono uccisi nella guerriglia che esplose nei pressi di Piazza Mehmet Ali, e l'ammiraglio britannico Seymour, che si trovava a terra, fuggì dalla folla. Dopo aver saputo degli scontri, ʿOrābī ordinò ai propri uomini di restaurare l'ordine.
La reazione degli stati europei fu rapida. Come i rifugiati fuggirono da Alessandria, una flotta di oltre 26 navi di diversi stati europei si riunì nel porto. Il 6 luglio quasi ogni non egiziano era fuggito da Alessandria. Nel frattempo la guarnigione locale proseguì la sua opera di rafforzamento di fortezze e torri finché l'ammiraglio Seymour non intimò un ultimatum ad ʿOrābī, secondo il quale ulteriori fortificazioni avrebbero portato al bombardamento della città. Quello stesso giorno l'ammiraglio francese Conrad riferì a Seymour che, in caso di bombardamento, la flotta francese sarebbe partita per Porto Said non partecipando all'operazione.
L'ultimatum, ignorato dal governo egiziano, scadde alle 7 del mattino dell'11 luglio.

## Battaglia

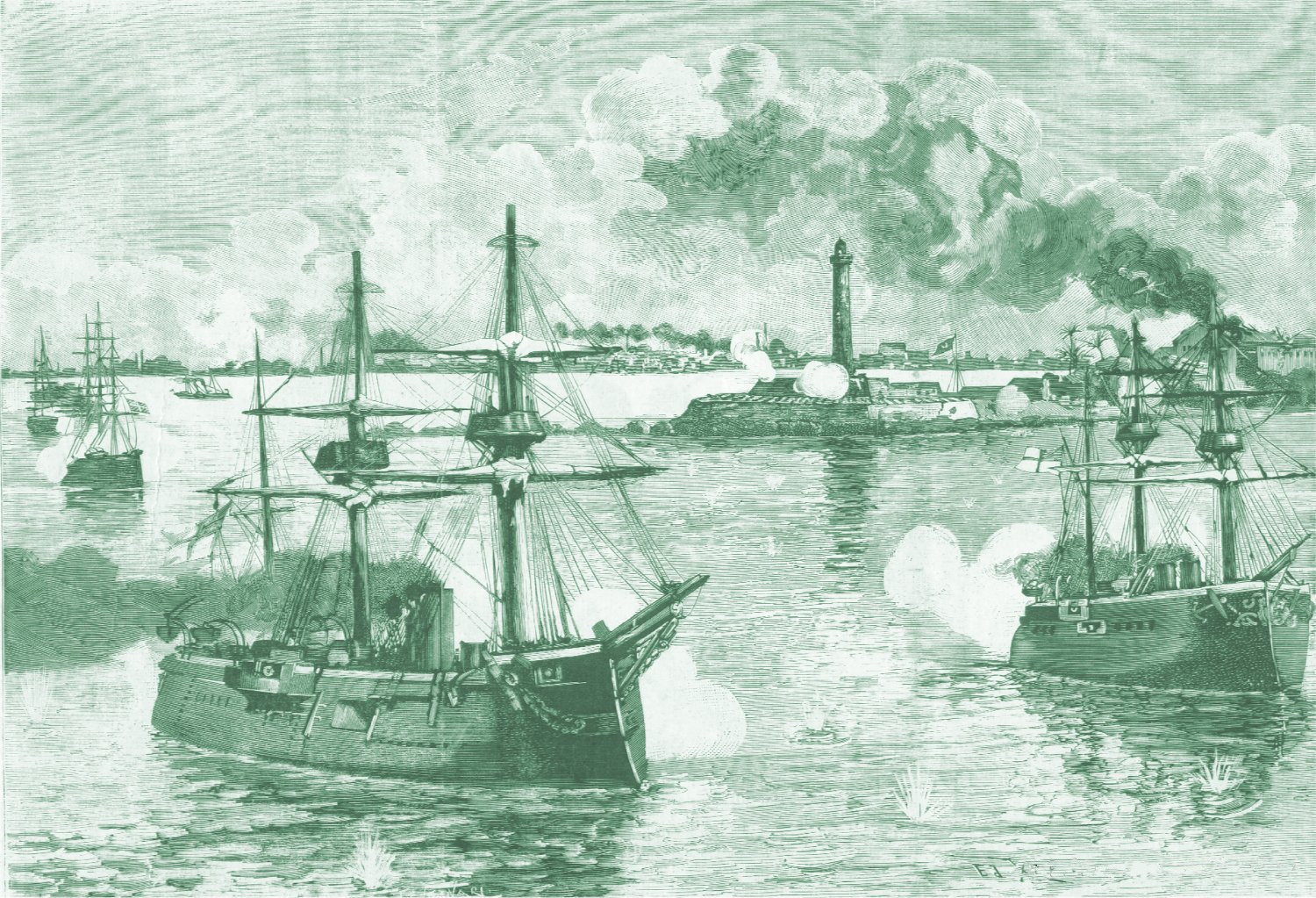
Navi britanniche bombardano Alessandria

Alle 7 dell'11 luglio 1882, l'ammiraglio Seymour imbarcato sulla HMS Invincible ordinò alla HMS Alexandra di aprire il fuoco contro le fortificazioni di Ras-el-Tin, subito seguita dall'ordine generale di attacco. Secondo Royle, "[un] intenso cannoneggiamento continuo da parte di entrambe le fazioni, e nelle ore seguenti si sentì solo il rombo dei cannoni e le urla di chi li manovrava". L'attacco fu condotto dal largo e da sotto costa, alternando le navi per tenere alto il ritmo di fuoco. Questa tattica non fu totalmente efficace, ed alle 9:40 la HMS Sultan, la HMS Superb e la HMS Alexandra si ancorarono al largo della fortezza del faro concentrando il fuoco su Ras-el-Tin. Anche gli uomini di ʿOrābī misero a segno dei colpi, soprattutto contro la Alexandra, ma alle 12:30 la Inflexible si unì all'assalto e i cannoni degli egiziani si fermarono. Nel frattempo la HMS Temeraire stava attaccando la fortezza Mex (con la Invincible che si divideva tra Ras-el-Tin e Mex) e si era danneggiata attraccando su una scogliera. La cannoniera HMS Condor (Beresford) andò in loro aiuto, la rimise in sesto e riprese l'assalto a Mex. Mentre lo squadrone che si trovava al largo bombardava da lontano, alla HMS Monarch, alla HMS Penelope e alla HMS Condor fu ordinato di affrontare le fortezze di Maza-el-Kanat e Marabout. La HMS Condor, notando che la Invincible si trovava nel raggio d'azione dei cannoni di Marabout si portò a 400 metri dal forte iniziando a colpirlo furiosamente. Quando I cannoni di Forte Marabout furono messi fuori uso, la bandiera della nave diceva "Well Done, Condor" (Ben fatto, Condor). L'azione della Condor permise alle altre navi di sconfiggere la fortezza di Mex.
Con Mex messo fuori uso, la HMS Sultan chiese alla Invincible di attaccare Forte Adda, cosa che fece con l'aiuto della Temeraire. Alle 13:30 un colpo fortunate della HMS Superb fece saltare il depostito di Forte Adda, ed i loro cannoni smisero di sparare. Quasi contemporaneamente la flotta britannica si ritrovò a corto di munizioni. Quasi tutti i cannoni di Forte Adda furono bloccati. La HMS Superb, la Inflexible e la Temeraire concentrarono il loro fuoco sulle restanti fortezze fino alle 17:15, quando fu dato l'ordine di cessare il fuoco. Gli egiziani, con meno uomini e armi, avevano usato bene la loro Potenza di fuoco, ma l'esito del bombardamento non fu mai in dubbio. Il giornale di Il Cairo El Taif disse erroneamente che gli egiziani avevano affondato tre navi nemiche.
Il giorno seguente la HMS Temeraire fece una ricognizione presso le fortezze e scoprì che la batteria di Hospital aveva restaurato le proprie difese. Alle 10:30 la Temeraire e la Inflexible aprirono il fuoco, e gli avversari chiesero una tregua alle 10:48. Ben presto una nave egiziana espose la bandiera bianca, e fu ordinato il cessate il fuoco. Alle 14:50 la HMS Bittern segnalò che i negoziati erano falliti, ed il bombardamento riprese. Di nuovo, molte fortezze esposero la bandiera bianca, e si proseguì con un cannoneggiamento irregolare britannico. Alle 16:00 scoppiò un incendio sulla costa, e prima di sera interessò anche il quartiere ricco di Alessandria, la zona abitata prevalentemente da europei. Il fuoco bruciò per i due giorni successivi prima di estinguersi autonomamente. L'ammiraglio Seymour, non sicuro della situazione della città, non sbarcò nessuno per prendere il controllo della città o per combattere l'incendio. Solo il 14 luglio la marina inglese sbarcò ad Alessandria.

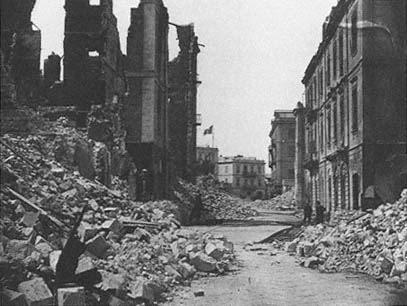
Fotografia di Alessandria dopo il bombardamento e l'incendio dell'11/13 luglio 1882

## Conseguenze
Continuarono a scoppiare incendi per giorni, e la città fu in preda al caos, il che permise ai beduini, tra gli altri, di saccheggiare la città. I marinai britannici sbarcarono tentando di prendere il controllo delle rovine ed evitare i saccheggi, sostenendo il governo del Chedivè. L'ordine fu ristabilito solo un mese dopo, quando il generale Garnet Wolseley sbarcò un gran numero di truppe britanniche formando un avamposto per la lotta ad ʿOrābī, che si era rintanato vicino al canale di Suez, con la battaglia di Tell al-Kebir. Dopo che la rivolta di ʿOrābī fu sedata, l'Egitto divenne un protettorato britannico fino al 1922.

## Flotta britannica

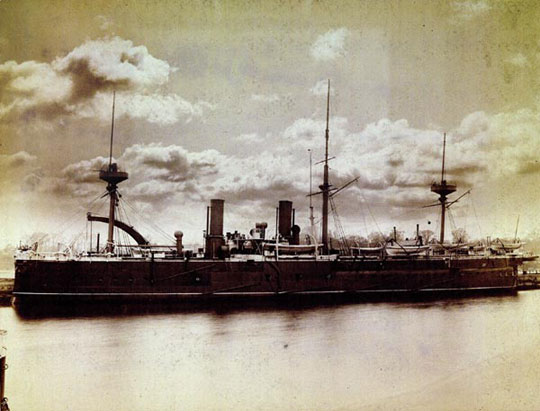
La HMS Alexandra era la nave ammiraglia della flotta del Mediterraneo ma, durante il bombardamento di Alessandria, l'ammiraglio Seymour si trasferì sulla HMS Invincible

### Navi da guerra
- HMS Alexandra
- HMS Superb
- HMS Sultan
- HMS Temeraire
- HMS Inflexible
- HMS Monarch
- HMS Invincible
- HMS Penelope

### Torpediniere
- HMS Hecla

### Cannoniere
- HMS Condor
- HMS Bittern
- HMS Beacon
- HMS Cygnet
- HMS Decoy

### Altre navi
- HMS Helicon

## Fortezze egiziane
- Forte Pharos
- Forte Silsileh
- Forte Adda
- Forte Ras-el-Tin
- Forte Marabout
- Forte Adjemi
- Marza-el-Kana
- Citadella di Mex
- Forte Kamaria
- Forte Omuk Kebebe
- Forte Saleh Aga